# Khouma Babacar
Khouma El Hadji Babacar (Thiès, 17 maart 1993) is een Senegalees voetballer die doorgaans als aanvaller speelt. Hij verruilde Fiorentina in juli 2018 voor US Sassuolo, dat hem in het voorgaande halfjaar al huurde. Babacar debuteerde in 2017 in het Senegalees voetbalelftal.

## Clubcarrière
Babacar werd in 2007 door het Italiaanse Pescara ontdekt bij het Senegalese US Rail. Na twee seizoenen trok hij naar  Fiorentina. Op 14 januari 2010 debuteerde hij in de Coppa Italia, tegen Chievo Verona. Hij was toen zestien jaar en tien maanden oud. Hij scoorde meteen bij zijn debuut. Op 20 maart 2010 - drie dagen na zijn zeventiende verjaardag - scoorde hij zijn eerste competitiedoelpunt tegen Genoa. In januari 2012 werd hij voor een half seizoen verhuurd aan het Spaanse Racing Santander. Tijdens het seizoen 2012/13 werd hij uitgeleend aan Padova, waar hij zestien competitiewedstrijden speelde. Tijdens het seizoen 2013/14 werd hij uitgeleend aan Modena. In 2014 keerde hij terug bij Fiorentina.